# Themistocles da Rocha Passos
Themistocles da Rocha Passos (Cruz das Almas, 29 de agosto de 1832 – Cruz das Almas, 14 de novembro de 1910) foi um comendador, coronel e político brasileiro.
Importante nome para a emancipação política de Cruz das Almas do município de São Félix, culminada na data de 29 de julho de 1897. Consolidando-se como um dos principais políticos de sua região.
Foi Senador Estadual da Bahia, assumiu o senado em 2 oportunidades. Primordialmente em 1896 elegendo-se para a vaga do Cônego Antônio Agripino da Silva Borges que havia se afastado e em 1899 permanecendo no cargo até sua morte em 1910. Municipalmente, participou da política no recôncavo baiano.

## Carreira Política
Elegeu-se em setembro de 1860, vereador de Cachoeira, importante munícipio do Brasil Colônia e palco da batalha de Cachoeira, filiado durante seu mandato ao Partido Liberal. Exerceu o cargo primeiramente de 1861 a 1868, sendo derrotado na tentativa de reeleição em 1869. Em 1881 já filiado ao Partido Conservador, novamente ocupou o cargo, tornando-se presidente da câmara municipal até 1882.
No exercício do cargo de presidente da câmara, concorreu para deputado estadual, tendo sido eleito em 1882 e reeleito em 1884 para a Constituição da Assembléia Provincial, na vigência da “Lei Saraiva” de Ruy Barbosa.
Themistocles Passos filia-se ao Partido Nacional já com a proclamação da república do Brasil, chefiado pelo Conselheiro Saraiva.
Em dezembro de 1892, sob o regime republicano, elegeu-se conselheiro Municipal em São Félix, renunciando em 1897 para concorrer ao pleito na recém-emancipada vila de Cruz das Almas.
Assumiu o cargo de senador estadual da Bahia em 1896.
Perdeu as eleições para o cargo de prefeito de Cruz das Almas para o Cônego Antônio da Silveira Franca, em 1897.
Conseguiu assumir o almejado cargo em 1901, sendo o segundo prefeito da história de Cruz das Almas.
Coronel da Guarda Nacional e Comendador da Ordem Imperial de Nosso Senhor Jesus Cristo, título que lhe fora dado pelo Imperador Pedro II, em 25 de maio de 1883. Quando foi proclamada a República, estava aguardando receber o título de Barão do Rio Areia.

## Genealogia
Themistocles é filho do Coronel Manuel Caetano Oliveira Passos e Balbina Maria do Amor Divino. É irmão dos também políticos e deputados estaduais Trasíbulo da Rocha Passos e Manuel Caetano de Oliveira Passos (homônimo do pai).
Casado com Jacinta Velloso Passos, união que rendeu ao casal 9 filhos. Dois deles possuem destaque na política regional. O Major Alberto Velloso da Rocha Passos, que sucedeu seu pai na prefeitura de Cruz das Almas, em 1903. e Manoel Caetano Rocha Passos, eleito por diversas vezes deputado.
Na sua árvore genealógica também destaca-se o deputado estadual Lauro de Almeida Passos, que assim como o avô e o tio, foi prefeito de Cruz das Almas em 1967. É um grande nome na política de sua região. Além dele, também é avô da escritora Jacinta Passos, um importante nome do combate ao golpe militar de 1964

## Legado
De forma póstuma foi homenageado em 1936, dando seu nome a um colégio no centro da sua cidade natal.
Já em 1955, com a lei n°72 de Cruz das Almas, a principal praça do munícipio foi nomeada em sua memória.
São Félix, munícipio fronteiriço a Cruz das Almas, onde também atuou politicamente, possui uma rua em seu tributo.